# Takuya Takeuchi
Takuya Takeuchi (jap. 竹内 卓哉, Takeuchi Takuya; * 30. März 1967 in Otaru, Hokkaidō) ist ein ehemaliger japanischer Skispringer.
Takeuchi gab am 30. Dezember 1987 in Oberstdorf sein Debüt im Skisprung-Weltcup. In den ersten Springen blieb er dabei erfolglos und sprang nur auf hintere Plätze. Am 16. Dezember 1989 gelang ihm in Sapporo erstmals der Sprung unter die besten dreißig. Die Vierschanzentournee 1989/90 beendete er auf dem 50. Platz in der Gesamtwertung. In der Saison 1990/91 gelang ihm in Sapporo erstmals mit einem achten und einem neunten Platz der Sprung in die Weltcup-Punkteränge. Am Ende der Saison belegte er mit den gewonnenen Punkten den 34. Platz in der Weltcup-Gesamtwertung. Bei der Nordischen Skiweltmeisterschaft 1991 im Val di Fiemme erreichte Takeuchi den 23. Platz von der Großschanze. Ab 1991 startete er nur noch bei Springen in Japan. Seinen letzten Weltcup sprang er 1995, bevor er seine aktive Skisprungkarriere beendete.